# Трилогија
Трилогија (Threelogy) (грч. τριλογία) је књижевно и умјетничко дјело објављено у три дијела, или три дјела која заједно чине једну повезану цјелину. Најчешће је у питању књижевно или филмско дјело.
У античкој драматургији трилогије су три трагедије којима су се трагички пјесници надметали на драмским такмичењима за вријеме Дионисијских игара (агон). Овим трагедијама додавала се и сатирска игра, па су се тако сва четири комада називала тетралогија. У почетку су трагедије тематски биле чврсто повезане, тако да су чиниле органску поетску цјелину. Једина у цијелости сачувана античка трилогија је Есхилова трилогија Орестија, коју чине трагедије Агамемнон, Хоефоре и Еумениде. У вријеме Софокла је та повезаност ослабила, па су драматичари писали трагедије које су се заснивале на потпуно независним фабулама. Данас се под трилогијом подразумијевају три драмска или књижевна дјела (најчешће романи), позоришна и филмска дјела која су тематски или идејно повезана, али тако да свако за себе представља једну самосталну цјелину. 
Најпознатије су Дантеова Божанствена комедија: „Пакао“, „Чистилиште“ и „Рај“ (три књиге повезане темом), Толкинов Господар прстенова (једна прича у три дијела), Питер Џексонови филмови по тим књигама, филмска трилогија Кум, Марија Пузоа и Френсиса Форда Кополе и три првобитна филма Ратова звијезда ("Star Wars Trilogy")
Овај начин објављивања умјетничког дјела се понекад користи и у музици. Најпознатији примјер код нас је албум Рибље чорбе Трилогија. Један албум је подијељен на три диска који су објављивани један по један. Рибља чорба се на ово одлучила у нади да ће ослабити пиратерију, јер је овај начин објављивања утростручио трошкове пиратизовања албума, али је цијена легално купљеног албума остала иста.

## Познате трилогије

### Књижевност
- Есхил - "Орестија" (Агамемнон, Хоефоре (Покајнице), Еумениде)
- Данте Алигијери - "Божанствена комедија" (Пакао, Чистилиште, Рај)
- Јохан Волфганг Гете - "Трилогија страсти"
- Јохан Фридрих Шилер - "Валенштајн"
- Хенрик Сјенкјевич - "Огњем и мачем","Потип", "Пан Володијовски"
- Иво Војновић - "Дубровачка трилогија" (Аллонс енфантс, Сутон, На тараци)
- Стеван Јаковљевић - "Српска трилогија" (Девестсточетрнаеста, Под крстом, Капија слободе)
- Добрица Ћосић - "Време зла" (Грешник, Отпадник, Верник)
- Жан Пол Сартр - "Путеви слободе" (Зрело доба, Одлагање, Убијене душе)
- Данило Киш - Породични циркус (Рани јади, Башта, пепео, Пешчаник)

### Филм
- Трилогија долари (1964-1966), режија Серђио Леоне
- Звездани ратови (1977-1983), режија Џорџ Лукас
- Трилогија Кум (1972-1990), режија Френсис Форд Копола
- Повратак у будућност (1985-1990), режија Роберт Земекис
- Три боје (1993-1994), режија:
- Господар прстенова (2001-2003), режија Питер Џексон